# Посохин, Михаил Михайлович
Михаи́л Миха́йлович Посо́хин (род. 10 июля 1948, Москва) — советский и российский архитектор. Генеральный директор ГУП «Моспроект-2» имени М. В. Посохина с 1993 года. Вице-президент Российской академии художеств. Член Экспертно-консультативного совета по монументально-декоративному искусству при Правительстве РФ. Член Общественного наблюдательного совета при мэре Москвы по проблемам формирования градостроительного и архитектурно-художественного облика города, заместитель Председателя Архитектурного Совета Москвы Москомархитектуры.
Академик РАХ (1997; член-корреспондент 1995). Народный архитектор РФ (2003). Лауреат Государственной премии РФ (1998).

## Биография
Родился в семье народного архитектора СССР Михаила Посохина (1910—1989).
- 1972 Окончил МАРХИ.
- 1976 Окончил аспирантуру МАРХИ, кандидат архитектуры (диссертация «Формирование и развитие Олимпийского комплекса в системе города: в свете задач XXII Олимпийских игр 1980 г. в Москве»).
- 1972 — наст. вр. Работает в системе проектных институтов Москомархитектуры.
- 1982 — наст. вр. Руководитель архитектурно-проектной мастерской «Моспроекта-2» им. М. В. Посохина.
- 1993 — наст. вр. Генеральный директор «Моспроекта-2» им. М. В. Посохина.
- 1997—2013. Первый заместитель председателя Москомархитектуры.
- 2002 — наст. вр. Академик-секретарь отделения архитектуры Российской Академии художеств.
- 2006 — наст. вр. Вице-президент Российской Академии художеств.
- 28 октября 2010 — 25 ноября 2014. Президент Национального объединения проектировщиков.
- 25 ноября 2014 — наст. вр. Президент Национального объединения изыскателей и проектировщиков.

Архитектор и опытный функционер по управлению проектным институтом, используя свои руководящие должности и служебное положение способствовал «включению» себя в авторство более 260 проектов общественных зданий и сооружений, формирующих современный облик Москвы и её центра. Один из «деятелей» «лужковского стиля» в архитектуре Москвы. Входит в экспертный совет Архитектурной премии Москвы.
Президент общероссийской негосударственной некоммерческой организации «Национальное объединение изыскателей и проектировщиков».

## Основные проекты и постройки

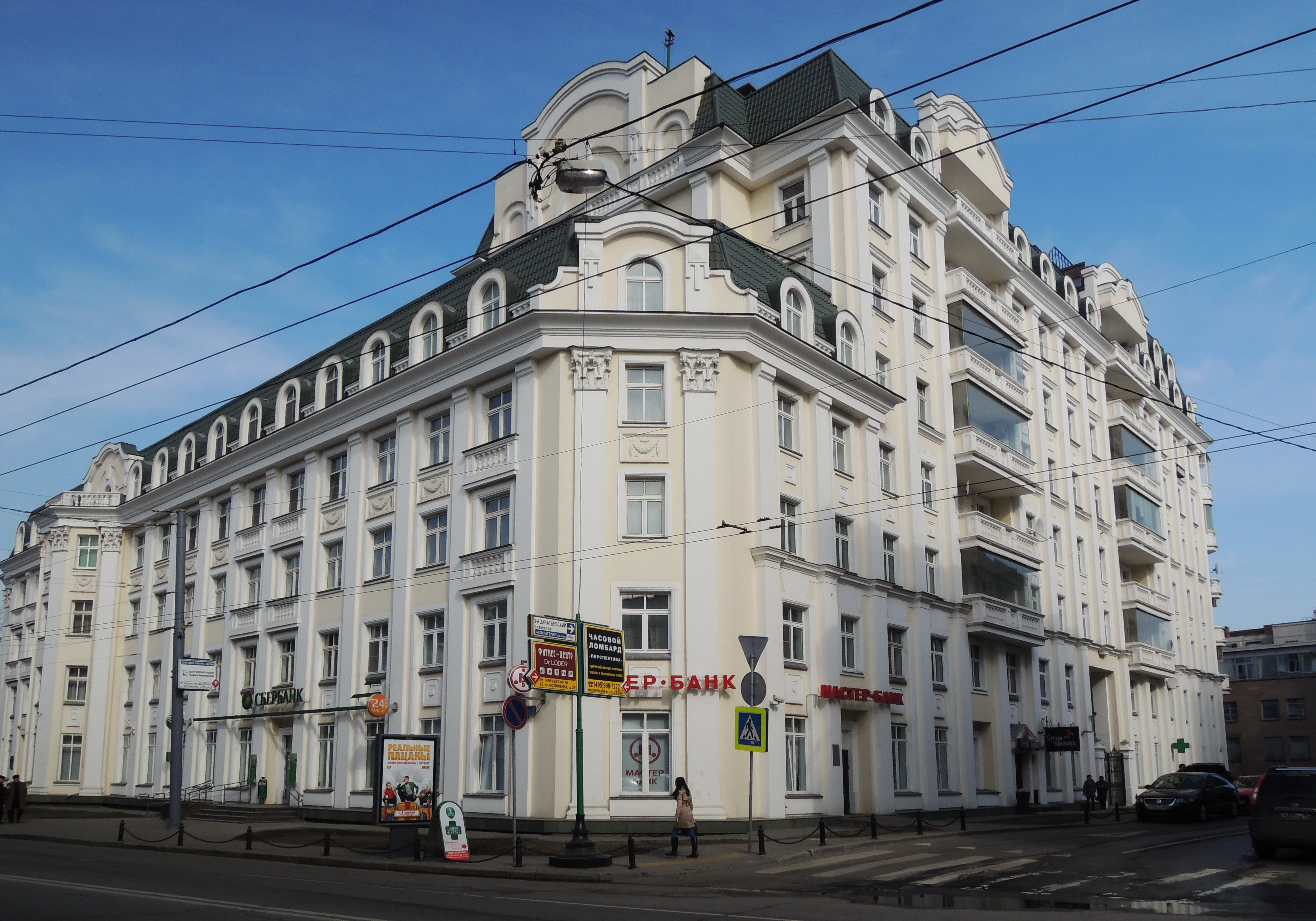
Опера-хаус на Остоженке

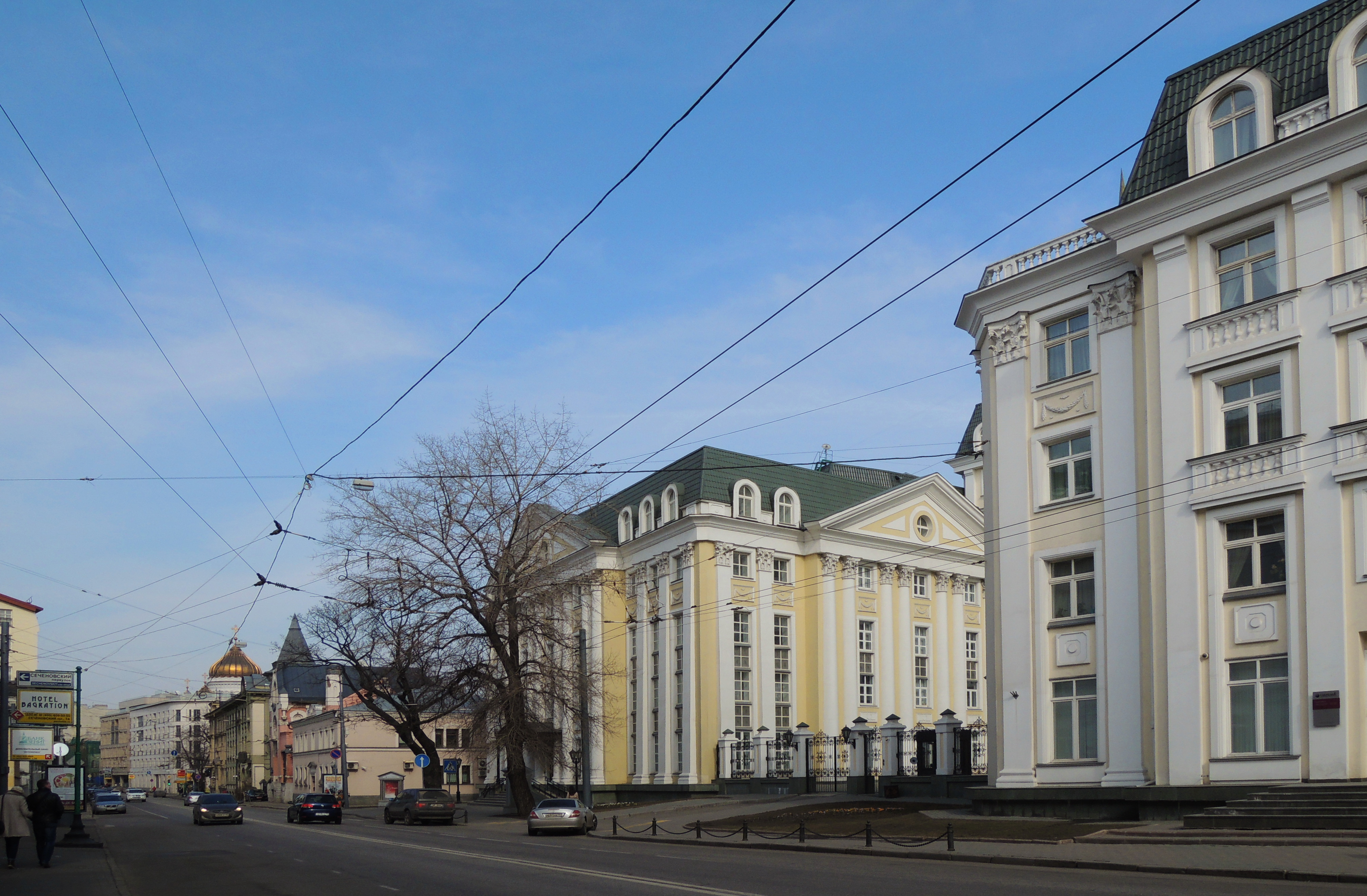
Центр оперного пения Галины Вишневской на Остоженке

- Корпус № 1 Московского кремля (резиденция президента РФ) (1996)
- Проект комплекса «Арбатский бульвар» (1997)
- Реконструкция пешеходной зоны Камергерского переулка (1998)
- Воссоздание залов Александра Невского и Андрея Первозванного в Большом Кремлёвском дворце (1999)
- Воссоздание храма во имя Христа Спасителя (2000) Скульптурное убранство выполнено под руководством З. Церетели. Вместо первоначальной белокаменной облицовки здание получило мраморную, а золочёная кровля заменена на покрытие на основе нитрида титана. Крупные скульптурные медальоны на фасаде храма были выполнены из полимерного материала[4]. Под храмом Господним была размещена подземная парковка, а также музей истории и патриарший музей церковного искусства.[5].
- Реконструкция Старого Гостиного двора (2000)
- Деловой центр, Новинский бульвар, 31 (2002)
- Проект Московского театра под руководством О. Табакова на Триумфальной площади (2002)
- Патриарший пешеходный мост (2004)
- Реконструкция после пожара здания ЦВЗ «Манеж» (2005)
- Многофункциональный 75-этажный комплекс «Меркурий Сити Тауэр» на территории ММДЦ «Москва-СИТИ» (2006)
- Многофункциональный комплекс «Оружейный» в Тверском районе (2006—2015)
- Жилой многоквартирный дом, ул. Новый Арбат, 27-29 (2006)
- Гостинично-деловой центр компании «Lotte», Новинский бульвар, 8-10 (2007)
- Актуализация градостроительных планов развития территорий города Москвы (2007)
- Воссоздание, реставрация и новое строительство объектов ГМЗ «Царицыно» (2007)
- Реставрация и восстановление Никольского Морского собора во имя святителя Николая Чудотворца, г. Санкт-Петербург (2012)
- Центр оперного пения Галины Вишневской и жилой комплекс «Опера хаус» (1994—2001, Остоженка, 25). Здание построено на месте единственного на Остоженке сквера с нарушением регламента — то есть выше, чем было заявлено первоначально и в обход ограничений, установленных для заповедной зоны города[6]. По мнению искусствоведа и архитектурного критика Г. Ревзина, здание центра несёт в себе черты лужковского стиля[7].
- и другие объекты.

## Публикации
Автор более 25 статей и инициатор издания журнала «Архитектурный вестник». Автор книг:
- «Архитектура олимпийских столиц» (1980),
- «Архитектура Москвы» (1995),
- «„Моспроект-2“ на рубеже веков. 1992—2002 гг.» (2003),
- «Творческий портрет» монографии (1998)

## Награды
- Орден «За заслуги перед Отечеством» IV степени (24 апреля 2008 года) — за достигнутые трудовые успехи и многолетнюю добросовестную работу[8]
- Орден «За заслуги в культуре и искусстве» (22 декабря 2022 года) — за большой вклад в развитие отечественной культуры и искусства, многолетнюю плодотворную деятельность[9]
- Орден Почёта (1 сентября 1997 года) — за большой вклад в укрепление экономики, развитие социальной сферы и в связи с 850-летием основания Москвы[10]
- Орден Дружбы (14 августа 2014 года) — за достигнутые трудовые успехи, активную общественную деятельность и многолетнюю добросовестную работу[11]
- Народный архитектор Российской Федерации (24 октября 2003 года) — за большие заслуги в области искусства[12]
- Заслуженный архитектор Российской Федерации (20 ноября 1992 года) — за заслуги в области архитектуры и многолетнюю плодотворную работу[13]
- Почётная грамота Президента Российской Федерации (25 сентября 2018 года) — за заслуги в развитии отечественной культуры и искусства[14]
- Благодарность Президента Российской Федерации (17 декабря 2011 года) — за большой вклад в реконструкцию, реставрацию, техническое оснащение и торжественное открытие федерального государственного бюджетного учреждения культуры «Государственный академический Большой театр России»[15]
- Благодарность Президента Российской Федерации (18 апреля 2012 года) — за большой вклад в реализацию мероприятий по восстановлению Кронштадтского Морского собора во имя Святителя Николая Чудотворца[16]
- Государственная премия Российской Федерации (1998)
- Орден Сергия Радонежского III степени
- Орден Святого благоверного князя Даниила Московского II степени
- Орден Преподобного Андрея Рублева II степени
- Орден Преподобного Серафима Саровского II степени
- Кавалер ордена «Золотая звезда за верность России»
- Кавалер Золотого Почетного знака «Общественное признание»